# Mill en Sint Hubert

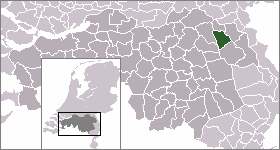
Mill en Sint Huberts läge

Mill en Sint Hubert är en kommun i provinsen Noord-Brabant i Nederländerna. Kommunens totala area är 53,08 km² (där 0,86 km² är vatten) och invånarantalet är 10 930 invånare (1 februari 2012).